# Raffaele Manganiello
Raffaele Manganiello (* 20. November 1900 in Ariano Irpino; † 14. September 1944 in Mazzè (Torino)) war italienischer Politiker und Sportpolitiker der PNF. Er wurde am Kriegsende durch Partisanen der Resistenza erschossen.

## Leben
Manganiello schloss sich noch während seines Medizinstudiums 1920 den faschistischen Kampfgruppen in Florenz an. 1922 nahm er am  Marsch auf Rom teil und wurde hier bei trotz seines Alters bereits als einer der Führer von Florenz akzeptiert, zumal er inzwischen sein Medizinisches Examen abgelegt hatte.  Seit 1932 wurde er Parteisekretär und diente als Statthalter in Catanzaro, Cosenza und Rodi, seit 1934 gehörte er dem Parlament an. Von 1940 war er der Verwalter der noch zu Italien gehörenden griechischen Inseln des Dodekanes.
Seit 1939 war er Parlamentssprecher der 2. Kammer (Camera dei Fasci e delle Corporazioni). Vom 8. November 1940 an wurde er der hauptamtliche Sportführer als Präsident des C.O.N.I. In dieser Funktion blieb er bis zum 25. Juli 1943 und organisierte mit dem Reichssportführer Hans von  Tschammer und Osten einen regen deutsch-italienischen Sportverkehr.
Mit dem Sturz Mussolinis wurde er verhaftet und in Festungshaft in dem  Forte Boccea genommen. Er wurde von deutschen Truppen befreit und ging mit Mussolini in das faschistische Restitalien der Repubblica Sociale Italiana. Zum 1. Oktober 1943 wurde er von Mussolini zum Präfekten von Florenz ernannt, wo er das Amt für jüdische Angelegenheiten gründete, das er den bekannten örtlichen Antisemiten übertrug. Für die L’Unità hatte er den Terror nach Florenz gebracht, denn seine Truppen waren für Hunderte von  Morden an Juden und politischen Gegnern in der Stadt verantwortlich. Am 23. Juli 1944 musste er Florenz verlassen und zog sich weiter nach Norden nach Varese zurück. Er wurde nun zum Präfekten von Turin ernannt. Auf der Verbindungsstraße nach Turin wurde sein Konvoi von Partisanen am 14. September 1944  überfallen und er wurde von roten Brigaden unter Battista Caperone nackt ausgezogen, erschossen und in den nahen Fluss geworfen. Die Schwarze Brigade, die XLI Brigata Nera "Raffaele Manganiello", in Florenz trug daraufhin seinen Namen.